# (16705) Reinhardt
(16705) Reinhardt ist ein Asteroid des Hauptgürtels, der am 4. März 1995 vom deutschen Astronomen Freimut Börngen an der Thüringer Landessternwarte Tautenburg (IAU-Code 033) im Tautenburger Wald in Thüringen entdeckt wurde.
Der Asteroid wurde am 9. März 2001 nach dem österreichischen Theater- und Filmregisseur, Intendanten, Theaterproduzenten und Theatergründer Max Reinhardt (1873–1943) benannt, der mit seiner Jedermann-Inszenierung am 22. August 1920 die Salzburger Festspiele begründete.